# Plectrosternus idonea
Plectrosternus idonea is een kever uit de familie kniptorren (Elateridae). De wetenschappelijke naam van de soort is voor het eerst geldig gepubliceerd in 1858 door Francis Walker.